# Danh sách đĩa nhạc của Ive
Nhóm nhạc nữ Hàn Quốc Ive đã phát hành một album phòng thu, một mini-album, ba album đĩa đơn, sáu đĩa đơn và một đĩa đơn quảng bá. Nhóm ra mắt công chúng vào ngày 1 tháng 12 năm 2021 với album đĩa đơn đầu tay Eleven. Album đạt vị trí thứ nhất trên bảng xếp hạng Circle Album Chart và đã được Hiệp hội Nội dung Âm nhạc Hàn Quốc (KMCA) chứng nhận 2× Bạch kim sau khi đạt doanh số 500.000 bản. Đĩa đơn chủ đề của album đạt vị trí thứ hai trên các bảng xếp hạng Circle Digital Chart và Billboard K-pop Hot 100. Bài hát đã được chứng nhận Bạch kim sau khi đạt 100 triệu lượt stream tại Hàn Quốc.
Album đĩa đơn thứ hai của Ive, Love Dive, được phát hành vào ngày 5 tháng 4 năm 2022, lọt vào bảng xếp hạng Circle Album Chart ở vị trí đầu bảng. Album đã bán được 750.000 bản và được chứng nhận 3× Bạch kim. Đĩa đơn chủ đề của album đứng đầu bảng xếp hạng Circle Digital Chart trong 4 tuần liên tiếp và là đĩa đơn bán chạy nhất năm 2022 tại Hàn Quốc. "Love Dive" cũng là đĩa đơn đầu tiên của Ive lọt vào top 10 trên bảng xếp hạng Billboard Global Excl. US. Album đĩa đơn thứ ba của nhóm, After Like, được phát hành vào ngày 22 tháng 8 năm 2022, tiếp tục đứng đầu bảng xếp hạng Circle Album Chart và là album đầu tiên của nhóm được chứng nhận Một triệu sau khi đạt doanh số 1,7 bản. Đĩa đơn chủ đề của album đạt vị trí thứ nhất trên bảng xếp hạng Circle Digital Chart và đã được chứng nhận Bạch kim.
Album phòng thu đầu tay của Ive, I've Ive, được phát hành vào ngày 10 tháng 4 năm 2023, cũng đạt được thành công về mặt thương mại. Là album thứ tư của nhóm đứng đầu bảng xếp hạng Circle Album Chart, I've Ive đã đạt doanh số hơn 1,6 triệu bản và được chứng nhận Một triệu. Hai đĩa đơn của album, "Kitsch" và "I Am", đều đạt vị trí thứ nhất trên bảng xếp hạng Circle Digital Chart. Ngày 31 tháng 5 năm 2023, Ive ra mắt tại Nhật Bản với đĩa mở rộng tiếng Nhật đầu tay Wave. Album lọt vào bảng xếp hạng Oricon Albums Chart ở vị trí thứ nhất và đã được Hiệp hội Công nghiệp Ghi âm Nhật Bản (RIAJ) chứng nhận đĩa Vàng. Tính đến năm 2023, các album của Ive đã bán được hơn 4,5 triệu bản.

## Album phòng thu
| Tên      | Thông tin chi tiết | Thứ hạng cao nhất | Thứ hạng cao nhất | Thứ hạng cao nhất | Thứ hạng cao nhất | Doanh số                     | Chứng nhận        |
| Tên      | Thông tin chi tiết | HQ                | NB                | NB Hot            | US World          | Doanh số                     | Chứng nhận        |
| -------- | --- | ----------------- | ----------------- | ----------------- | ----------------- | ---------------------------- | ----------------- |
| I've Ive | - Ngày phát hành: 10 tháng 4 năm 2023 - Hãng đĩa: Starship Entertainment, Columbia - Định dạng: CD, digital download, streaming | 1                 | 5                 | 10                | 7                 | - HQ: 1.610.314 - NB: 33.086 | - KMCA: Một triệu |

## Đĩa mở rộng
| Tên        | Thông tin chi tiết | Thứ hạng cao nhất | Thứ hạng cao nhất | Doanh số       | Chứng nhận          |
| Tên        | Thông tin chi tiết | NB                | NB Hot            | Doanh số       | Chứng nhận          |
| Tiếng Hàn  | Tiếng Hàn | Tiếng Hàn         | Tiếng Hàn         | Tiếng Hàn      | Tiếng Hàn           |
| ---------- | --- | ----------------- | ----------------- | -------------- | ------------------- |
| I've Mine  | - Ngày phát hành: 13 tháng 10 năm 2023 - Hãng đĩa: Starship Entertainment, Columbia - Định dạng: CD, digital download, streaming                  | Chưa phát hành    | Chưa phát hành    | Chưa phát hành | Chưa phát hành      |
| Tiếng Nhật | |                   |                   |                |                     |
| Wave       | - Ngày phát hành: 31 tháng 5 năm 2023 - Hãng đĩa: Ariola Japan, Starship Entertainment - Định dạng: CD, DVD, Blu-ray, digital download, streaming | 1                 | 1                 | - NB: 132.286  | - RIAJ: Vàng (phy.) |

## Album đĩa đơn
| Tên        | Thông tin chi tiết | Thứ hạng cao nhất | Doanh số        | Chứng nhận          |
| Tên        | Thông tin chi tiết | HQ                | Doanh số        | Chứng nhận          |
| ---------- | --- | ----------------- | --------------- | ------------------- |
| Eleven     | - Ngày phát hành: 1 tháng 12 năm 2021 - Hãng đĩa: Starship Entertainment - Định dạng: CD, digital download, streaming | 1                 | - HQ: 501.708   | - KMCA: 2× Bạch kim |
| Love Dive  | - Ngày phát hành: 5 tháng 4 năm 2022 - Hãng đĩa: Starship Entertainment - Định dạng: CD, digital download, streaming  | 1                 | - HQ: 931.566   | - KMCA: 3× Bạch kim |
| After Like | - Ngày phát hành: 22 tháng 8 năm 2022 - Hãng đĩa: Starship Entertainment - Định dạng: CD, digital download, streaming | 1                 | - HQ: 1.703.179 | - KMCA: Một triệu   |

## Đĩa đơn
| Tên | Năm       | Thứ hạng cao nhất | Thứ hạng cao nhất | Thứ hạng cao nhất | Thứ hạng cao nhất | Thứ hạng cao nhất | Thứ hạng cao nhất | Thứ hạng cao nhất | Thứ hạng cao nhất | Thứ hạng cao nhất | Thứ hạng cao nhất | Doanh số                       | Chứng nhận                                 | Album      |
| Tên | Năm       | HQ                | HQ Songs          | AUS               | CAN               | NB Hot            | NB Cmb.           | NZ Hot            | SGP               | US World          | WW                | Doanh số                       | Chứng nhận                                 | Album      |
| Tiếng Hàn | Tiếng Hàn | Tiếng Hàn         | Tiếng Hàn         | Tiếng Hàn         | Tiếng Hàn         | Tiếng Hàn         | Tiếng Hàn         | Tiếng Hàn         | Tiếng Hàn         | Tiếng Hàn         | Tiếng Hàn         | Tiếng Hàn                      | Tiếng Hàn                                  | Tiếng Hàn  |
| --- | --------- | ----------------- | ----------------- | ----------------- | ----------------- | ----------------- | ----------------- | ----------------- | ----------------- | ----------------- | ----------------- | ------------------------------ | ------------------------------------------ | ---------- |
| "Eleven" | 2021      | 2                 | 2                 | —                 | —                 | 9                 | 4                 | 20                | 7                 | 9                 | 68                | - NB: 103.199 (phy.)           | - KMCA: Bạch kim (st.) - RIAJ: Vàng (phy.) | Eleven     |
| "Love Dive" | 2022      | 1                 | 1                 | —                 | 92                | 8                 | 6                 | 11                | 2                 | 8                 | 15                | - WW: 2.800 - NB: 2.959 (dig.) | - KMCA: Bạch kim (st.)                     | Love Dive  |
| "After Like" | 2022      | 1                 | 1                 | 79                | 96                | 13                | 11                | 4                 | 2                 | 3                 | 20                | - WW: 3.000 - NB: 6.219 (dig.) | - KMCA: Bạch kim (st.)                     | After Like |
| "Kitsch" | 2023      | 1                 | 2                 | —                 | —                 | 37                | 26                | 23                | 7                 | 11                | 59                | - NB: 1.861 (dig.)             | N/A                                        | I've Ive   |
| "I Am" | 2023      | 1                 | 1                 | —                 | 93                | 10                | 10                | 11                | 3                 | 6                 | 21                | - NB: 3.888 (dig.)             | N/A                                        | I've Ive   |
| "Either Way" | 2023      | TBA               | TBA               | TBA               | TBA               | TBA               | TBA               | TBA               | TBA               | TBA               | TBA               | TBA                            | N/A                                        | I've Mine  |
| "Off the Record" | 2023      | TBA               | TBA               | TBA               | TBA               | TBA               | TBA               | TBA               | TBA               | TBA               | TBA               | TBA                            | N/A                                        | I've Mine  |
| "Baddie" | 2023      | TBA               | TBA               | TBA               | TBA               | TBA               | TBA               | TBA               | TBA               | TBA               | TBA               | TBA                            | N/A                                        | I've Mine  |
| Tiếng Nhật |           |                   |                   |                   |                   |                   |                   |                   |                   |                   |                   |                                |                                            |            |
| "Wave" | 2023      | —                 | —                 | —                 | —                 | 62                | —                 | —                 | —                 | —                 | —                 | N/A                            | N/A                                        | Wave       |
| "—" cho biết bài hát không lọt vào bảng xếp hạng hoặc không được phát hành tại khu vực này. N/A cho biết không có dữ liệu. |           |                   |                   |                   |                   |                   |                   |                   |                   |                   |                   |                                |                                            |            |

### Đĩa đơn quảng bá
| Tên      | Năm  | Thứ hạng cao nhất | Album                         |
| Tên      | Năm  | HQ                | Album                         |
| -------- | ---- | ----------------- | ----------------------------- |
| "I Want" | 2023 | 35                | Đĩa đơn không nằm trong album |

## Bài hát lọt vào bảng xếp hạng khác
| Tên | Năm  | Thứ hạng cao nhất | Thứ hạng cao nhất | Thứ hạng cao nhất | Doanh số           | Album      |
| Tên | Năm  | HQ                | NB Dig.           | US World          | Doanh số           | Album      |
| --- | ---- | ----------------- | ----------------- | ----------------- | ------------------ | ---------- |
| "Take It" | 2021 | —                 | —                 | —                 | N/A                | Eleven     |
| "Royal" | 2022 | 171               | 46                | —                 | N/A                | Love Dive  |
| "My Satisfaction" | 2022 | 104               | 39                | 8                 | - NB: 1.671 (dig.) | After Like |
| "Blue Blood" | 2023 | 61                | —                 | —                 | N/A                | I've Ive   |
| "Lips" | 2023 | 93                | —                 | —                 | N/A                | I've Ive   |
| "Heroine" | 2023 | 125               | —                 | —                 | N/A                | I've Ive   |
| "Mine" | 2023 | 122               | —                 | —                 | N/A                | I've Ive   |
| "Hypnosis" (섬찢) | 2023 | 127               | —                 | —                 | N/A                | I've Ive   |
| "Not Your Girl" | 2023 | 110               | —                 | —                 | N/A                | I've Ive   |
| "Next Page" (궁금해) | 2023 | 152               | —                 | —                 | N/A                | I've Ive   |
| "Cherish" | 2023 | 154               | —                 | —                 | N/A                | I've Ive   |
| "Shine with Me" | 2023 | 153               | —                 | —                 | N/A                | I've Ive   |
| "—" cho biết bài hát không lọt vào bảng xếp hạng hoặc không được phát hành tại khu vực này. N/A cho biết không có dữ liệu. |      |                   |                   |                   |                    |            |